# Alluitz
Alluitz , Alluz o Asluze (el nombre oficial y recomendado por la Real Academia de la Lengua Vasca es Alluitz), es un monte de Vizcaya, País Vasco (España), de 1034,3 m de altitud.

## Descripción
Es la segunda cima de la Sierra de Anboto o montes del Duranguesado, conocidos también como "La pequeña Suiza", que forman parte del parque natural de Urkiola. Al igual que el Amboto, forma parte de la inmensa mole de caliza arrecifal muy compacta y de color gris claro que contiene restos de corales coloniales masivos y grandes conchas de rudicos y ostreicos. La sierra se sitúa al Este del parque y lo recorre en dirección noroeste-sureste.
El Alluitz se caracteriza por el precipicio que tiene en su cara sur, con una caída vertical cercana a los 600 m. La cara norte, aunque escarpada, permite una ascensión que es dura y no recomendable a montañeros sin cierta experiencia. Al cerrar la crestería, que empieza con el Amboto, por el lado oeste, esta cara forma parte del precipicio que caracteriza a esta montaña, aunque es suavizado por el collado de Artola que la separa de su hermano pequeño, el Aitz txiki, de escasos 730 m de altitud.
Para alcanzar la cumbre recorriendo la crestería hay que pasar por el espectacular, aunque no dificultoso (dificultad de grado II) Paso del Diablo, Infernuko Zubia o Kokuskulu, que ya se ha cobrado las vidas de aquellos que no guardaron la debida prudencia. En su cima hay un vértice geodésico perteneciente a la red peninsular de primer orden.
Este pico, junto con la sierra a la que pertenece, es una de las cumbres más características y conocidas de Vizcaya y del País Vasco.
La voz "Alluitz" es la más común y utilizada a lo largo de la historia y la que ha sido aprobada por la Comisión normativa de la Real Academia de la Lengua Vasca. El término ha tenido diferentes grafías a lo largo del tiempo; se han utilizado "alluiz", "allutx", "alluz", "aizlucea", "aitlluitz", "Allluitz", "allue" muchas veces acompañado de "haitza", "peña", "punta" o "monte". Todos ellos parecen provenir de "haitz luzea", literalmente "roca o peña larga".

## Rutas de ascenso

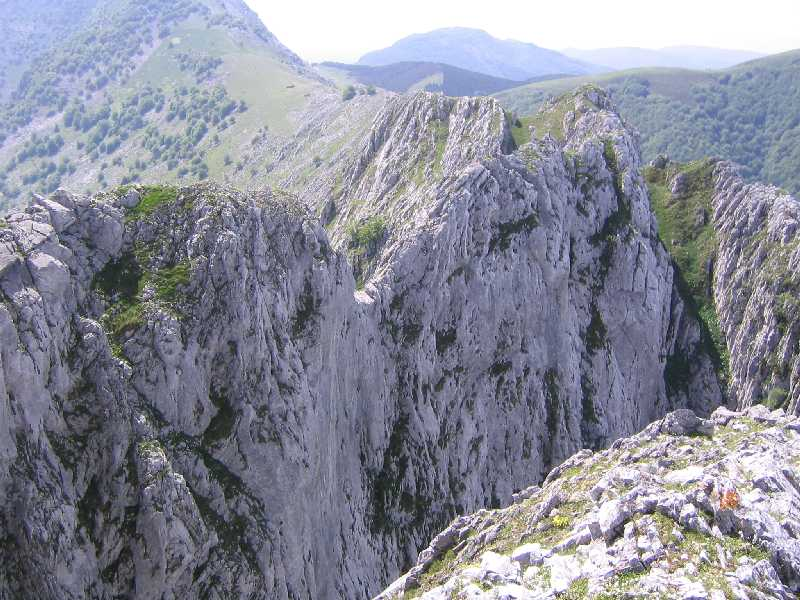
Desde la cumbre se observa toda la crestería, con el collado de Larrano al fondo. En primer plano, "Infernuko Zubia" (o "Paso del Diablo").

Vía desde el desfiladero de Atxarte
La vía normal parte del desfiladero de Atxarte (290 m) y asciende hasta el collado de Artola (564 m), donde tenemos la opción de subir al cercano y fácil Aitz txiki (732 m). Si seguimos a la derecha nos enfrentamos al Alluitz; nos adentramos en una gran canal que, en medio de una incómoda pedriza, nos lleva hasta plena ladera sur, herbosa y empinada, que nos acerca a la crestería. Accedemos junto a un solitarío espino albar, y siguiéndola hacia el oeste, al borde del precipicio, llegamos a la cima.
Por la crestería (Paso del Diablo o Infernuko Zubia)
Desde el collado de Larrano (957 m), donde está la ermita de Santa Bárbara, entre el Alluitz y el Amboto, siguiendo la crestería, que es bastante ingrata y en la que hay que extremar las precauciones, se pasan pequeñas cumbres como Larrano puntie (981m) o Zorrotza (1.017 m), desviada un poco del eje de la cresta, se desciende hasta Larrango Urkulu (915 m) para encontrar enseguida el famoso Paso del Diablo o Infernuko Zubia, perfectamente superable, pero que impone respeto por los fuertes precipicios a ambos lados y su poca anchura: hay que trepar por un pequeño muro de espaldas al precipicio de la cara norte (dificultad II) hasta el pequeño puente rocoso que nos conduce a una canal estrecha (dificultad I). Por aquí subieron en 1921 Ángel Sopeña e Ignacio Palacios, pioneros de la escalada vasca.
Por la cara sur
La cara sur del Alluitz parece infranqueable. Es impresionante su precipicio con desplome. En ella están algunas de las vías de escalada más largas de todo el complejo de Atxarte, e incluso de Vizcaya. Se pueden realizar algunas de ellas, como el recorrido por la profunda canal de Urkiolandije o por La Cóncava. Sin necesidad de escalada, y sólo con unas sencillas trepadas en la parte final, antes de salir a la misma cima, se puede subir, en su parte inicial, por la canal de Urkulu para coger luego, a su izquierda, la de Kokuzkulu y pasar cerca de la cueva "del Eco", antes de la trepada final. Es ésta una subida solitaria y espectacular aunque dura, a esta preciosa cima del Duranguesado. 
Tiempos de acceso
- Urquiola (3h 30m, por Larrano).
- Atxarte (1h 30m, por Artola).[4]
- Por la cara Sur: 1h 50 minutos aproximadamente